# 斯基恩岩
斯基恩岩（英語：Skeen Rocks），是南極洲的岩石，位於阿德萊德島南端，處於阿維安島以南，由英國南極名稱諮詢委員會命名，現時由南極條約體系管理。